# Jaap Spaanderman
Jacobus Hendrikus Bastiaan (Jaap) Spaanderman jr. (Gouda, 17 oktober 1896 - Laren NH, 22 juli 1985) was een Nederlands pianist, cellist, dirigent en piano- en directiepedagoog.
Hij was de zoon van Lena van Eijk en Jacob Hendrikus Bastiaan Spaanderman (Spaanderman sr.), organist van de Grote Kerk in Gouda en dirigent. Zelf trouwde hij als pianist in 1922 met de violiste Alida Louise Meijer (overleden in 1976); een echtscheiding volgde in 1951. Nog in datzelfde jaar hertrouwde hij met pianolerares Erica Gerharda Duyvis. Spaanderman overleed in het Rosa Spierhuis in Laren; hij werd gecremeerd op Westgaarde.
Hij studeerde aan de Rotterdamse Muziekschool cello bij Isaac Mossel en piano bij Joh.H. Sikemeier. Zijn pianostudie zette hij later voort bij Sarah Bosmans-Benedicts werkend aan Amsterdams Conservatorium; Mossel was inmiddels meeverhuisd naar Amsterdam, dus die lessen zette hij gewoon voort. Hij behaalde daar de prix d'excellence als cellist (1918) en als pianist (1920). In die gehele periode kreeg hij overigens nog zangles van zijn vader, hetgeen resulteerde in deelname in oratoria en zelfs opera’s zoals Carmen van Georges Bizet.
In de vroege jaren twintig maakte hij twee concertreizen door Nederlands-Indië, één daarvan met cellist Gérard Hekking. Van 1922 tot 1932 doceerde hij piano aan het Muzieklyceum te Amsterdam. Hij was pianist van het Concertgebouwsextet (als opvolger van Evert Cornelis) en later van het Concertgebouwtrio (met Louis Zimmermann en Marix Loevensohn). In die tijd studeerde hij ook nog directie bij Richard Hagel in Berlijn.
Rond 1930 verlegde hij zijn aktivititeiten naar het dirigeren, eerst van het PHOHI-orkest van Philips, dat radio-uitzendingen verzorgde voor Nederlands-Indië. Vanaf 1932 was hij dirigent van de Arnhemse Orkest Vereniging (AOV), die hij op hoog peil bracht. Musici als Jo Juda en Herman Krebbers getuigden later van zijn grote partituurkennis, zijn precisie en zijn aandacht voor sfeer en karakter van een stuk. Zijn rol tijdens de bezetting in de Tweede Wereldoorlog was omstreden, maar bij de zuivering na de bevrijding werd hij na uitgebreid onderzoek volledig vrijgesproken. In 1947 mocht hij dan ook terugkeren bij de AOV, maar in 1949 nam hij zelf ontslag.
Daarna werd hij opnieuw als pianopedagoog bij het Muzieklyceum in Amsterdam actief. Onder zijn leerlingen bevinden zich Bart Berman, Albert Brussee, Theo Bruins, Stanley Hoogland, Jan Marisse Huizing, Guus Janssen, Hans Kox, Reinbert de Leeuw, Hans Vonk, Edo de Waart en Lucas Vis.